# Zamek w Szmańkowcach
Zamek w Szmańkowcach – ruiny budowli obronnej we wsi Szmańkowce (hromada Zawodśke, rejon czortkowski, obwód tarnopolski) na Ukrainie.
Pozostałości zamku odkrył archeolog Wołodymyr Dobrianski na początku lat 90. XX wieku podczas wykopalisk archeologicznych w dorzeczu Niczławy. Budowlę wpisano na listę nowo odkrytych obiektów dziedzictwa kulturowego pod numerem 2088.

## Historia
26 listopada 1624 roku dominikanie z Czortkowa wraz z Pawłem Kełpińskim ze Szmańkowiec postanowili wybudować zamek do obrony przed Tatarami.
Drewniany zamek znajdował się na wschodnich obrzeżach wsi. Został zbudowany w połowie XVII wieku na rogu wydłużonego zbocza o wysokości 10–15 metrów na lewym brzegu Niczławy, w uroczysku Zamkowa Góra.
Zamek miał kształt pięciokąta, który w zachodniej części opadał stromym zboczem na wysokość około 60 metrów. We wschodniej części zamku zbudowano wał. Jego wysokość wynosi dziś około 1 metra, a szerokość – do 5 metrów. W wewnętrznej części dziedzińca teren jest płaski, dzięki czemu powstawała rampa. Z przodu ten nasyp był skarpowany. Z biegiem czasu ziemia na tym obszarze stopniowo osuwała się, dlatego w XVII w. zbudowano przeciwskarpę.
Poniżej poziomu wału, na głębokości 1 metra, znajduje się obszar w kształcie trójkąta przypominający rawelin. Jego dwie boczne ściany mają długość 30 m. W dół zbocza, od północno-zachodniego rogu rawelinu, wychodzą kleszcze. Ten pas obronny jest pogłębiony do 1 metra w deluwialnym zboczu. Na kleszczach od strony frontu w niektórych miejscach wciąż widoczne jest przedpiersie usypane z góry. Od strony przedpiersia został wysypany wał o długości do 100 metrów, który łączy się przy rawelinie z drugim, podwyższonym wałem z rampą i przeciwskarpą we wschodniej części zamku. W niektórych miejscach wał osiąga wysokość 0,5–0,7 metra. Przed nim, na powierzchni gruntu widać wykopany rów, mocno niwelowany nie tylko przez czas, ale także przez głęboką orkę (do początku lat 90. uprawiano tam pole).
Zachodnia część wzgórza została naruszona przez działający do niedawna kamieniołom, gdzie w ścianie klifu znajdują się warstwy popiołu i węgla drzewnego, a także znaleziono pozostałości ceramiki z końca XVII wieku. Prawdopodobnie w tej części znajdował się pałac właściciela zamku oraz zabudowania gospodarcze, które spłonęły podczas szturmu i oblężenia. Zgodnie z planem fortyfikacyjnym do zamku miało prowadzić wejście, które przechodziło przez loch. Ta część zamku została zniszczona przez miejscowych mieszkańców.
Budowla została rozebrana w XVIII wieku, a materiał z niej pozyskany wykorzystano do budowy murów wokół kościoła, klasztoru i ogrodów klasztornych w Czortkowie.